# پری ونگ
۱۱°۲۹′ شمالی ۱۰۵°۱۹′ شرقی / ۱۱٫۴۸۳°شمالی ۱۰۵٫۳۱۷°شرقی
پری ونگ شهری در کشور کامبوج است که جزو تقسیمات اداری ایالت پری ونگ محسوب می‌شود و جمعیت آن براساس سرشماری سال ۱۹۹۸ میلادی ۵۵٫۰۵۴ نفر بوده که در سال ۲۰۰۵ میلادی به ۶۰٫۷۷۶ نفر افزایش یافته‌است.